# Penn Yan
Penn Yan è un villaggio (village) degli Stati Uniti d'America e capoluogo della contea di Yates nello Stato di New York. La popolazione era di 5 159 abitanti al censimento del 2010. Si trova all'estremità nord del ramo orientale del lago Keuka, uno dei Finger Lakes.
Il villaggio di Penn Yan si trova principalmente nel comune di Milo, ma una piccola sezione ricade nel comune di Benton. Una sezione più piccola si trova nel comune di Jerusalem. Il Penn Yan Airport si trova a sud del villaggio. Il nome "Penn Yan" è un'abbreviazione di "Pennsylvania Yankee". Il villaggio ospita il Penn Yan Central School District.

## Geografia fisica
Secondo lo United States Census Bureau, ha un'area totale di 2,3 mi² (5,96 km²).

## Storia
La prima abitazione a Penn Yan fu costruita nel 1799. Il villaggio divenne capoluogo di contea nel 1823, quando la contea di Yates fu creata. Il villaggio venne incorporato nel 1833.
I primi coloni erano principalmente seguaci di Jemima Wilkinson (1753 – 1819), un'appassionata di religione, nata nella Cumberland Township, contea di Providence, Rhode Island. Lei aveva affermato di aver ricevuto una commissione divina dopo essere sopravvissuta alla febbre di tifo. Wilkinson predicava nel Rhode Island, nel Connecticut, nel Massachusetts e soprattutto nella Pennsylvania. Dopo aver ricevuto un grosso tratto di terra (chiamato Jerusalem nel 1789) nell'attuale contea di Yates, fondò il villaggio di Hopeton all'uscita del lago Keuka circa un miglio dal lago Seneca. Molti dei suoi seguaci si stabilirono nei dintorni, e lei vi abitò dopo il 1790. Alcuni dei suoi seguaci la lasciarono prima dell'800, e la comunità diminuì gradualmente.
Si dice che Penn Yan, il nome del villaggio, derivi dalla contrazione dei nomi di "Pennsylvania" e "Yankee", poiché la maggior parte dei primi coloni provenivano dalla Pennsylvania e dal New England; quest'ultimi erano noti come Yankee. Divenne un centro del commercio per la contea agricola, con mulini per il legname, grano saraceno e altri cereali. Il villaggio era il terminale occidentale dell'ex Crooked Lake Canal.
Nel 1921 la Penn Yan Boat Company venne fondata dall'immigrato tedesco Charles A. Herrman. Produceva barche in legno e fibra di vetro fino al 2001.

## Società

### Evoluzione demografica
Secondo il censimento del 2010, la popolazione era di 5 159 abitanti.

### Etnie e minoranze straniere
Secondo il censimento del 2010, la composizione etnica del villaggio era formata dal 95,7% di bianchi, l'1,1% di afroamericani, lo 0,2% di nativi americani, lo 0,6% di asiatici, lo 0,0% di oceanici, lo 0,6% di altre razze, e l'1,9% di due o più etnie. Ispanici o latinos di qualunque razza erano il 2,7% della popolazione.